# Mariano Matesanz
Mariano Matesanz de la Torre (Arganda del Rey, 1867 – Madrid, 1945) fue un abogado y político español que ocupó el cargo de diputado provincial en representación del distrito de Cuéllar durante cuatro legislaturas y una vez por Madrid. Dedicado también al mundo agrario, fundó la revista “Los abonos químicos”.

## Biografía
Nacido accidentalmente en Arganda del Rey el 29 de julio de 1867, fue hijo de Zenón Matesanz, originario de Navalmanzano, y de Eulogia de la Torre Agero, natural de Cuéllar y hermana del pintor Eugenio de la Torre Agero y los políticos Cipriano y Mariano de la Torre Agero.
Con apenas dos años, su familia se trasladó a Segovia. Se inició en la política militando en el Partido Liberal, y tras su ruptura durante la Primera Guerra Mundial se cambió a las filas de la «Izquierda Liberal». Trabajó por la introducción del abonado en la agricultura segoviana, participó en la constitución en Badalona de la empresa Cros (1904) y fundó la revista Los abonos químicos.
En las elecciones de 1918 fue proclamado diputado de la facción albista (Izquierda Liberal) por el distrito de Cuéllar, electo por la junta provincial de Segovia, repitiendo cargo durante cuatro legislaturas, hasta el 15 de septiembre de 1923. Además, fue Senador del Reino por la provincia de Segovia durante tres legislaturas consecutivas (1910-1911, 1911-1914 y 1916-1918).
Siendo presidente del Círculo de la Unión Mercantil, obtuvo escaño de diputado en las elecciones de 1933 por la provincia de Madrid como independiente en la candidatura denominada coalición antimarxista, en la segunda vuelta.
Fue uno de los mayores terratenientes en la zona de Villaverde (Madrid), donde llegó a tener 176 parcelas, la mayor parte arrendadas, y la otra parte en explotación agraria directa. Era propietario de la finca “Casa Grande”, que rodeaba la iglesia de San Andrés.
Durante la guerra civil española sobrevivió a las acciones revolucionarias y a la propia guerra, y después de la misma continuó presidiendo la Asociación de Agricultores de España, criticando la transformación industrial de la agricultura en el periodo franquista.
Falleció en Madrid el 14 de marzo de 1945 a los 77 años de edad.
Desde 1958 hay una calle con su nombre en el madrileño barrio de Villaverde.